# Алст (Бельгія)
Алст (нід. Aalst, фр. Alost) — місто і комуна в Бельгії, на річці Дандр. Знаходиться на відстані приблизно 31 км на північний захід від Брюсселя, у Фламандському регіоні, Східна Фландрія.

## Події
Алст відомий своїми святкуваннями карнавалів, що проходять тут щороку в лютому. На них обирається Принц Карнавалу, якому дозволяється «керувати» містом протягом трьох днів. У неділю через місто проходить великий парад приблизно з 70 груп наряджених добровольців та парадних авто. Вівторок карнавалу (що проходить традиційно за день до попільної середи) відомий як день Voil Jeannetten (дослівно: «Брудних самиць»), тобто чоловіків, переодягнених у жінок. Традиційно святкування закінчуються «спалюванням ляльки» ввечері у вівторок.

## Місто-побратим
- Габрово  Болгарія

## Галерея

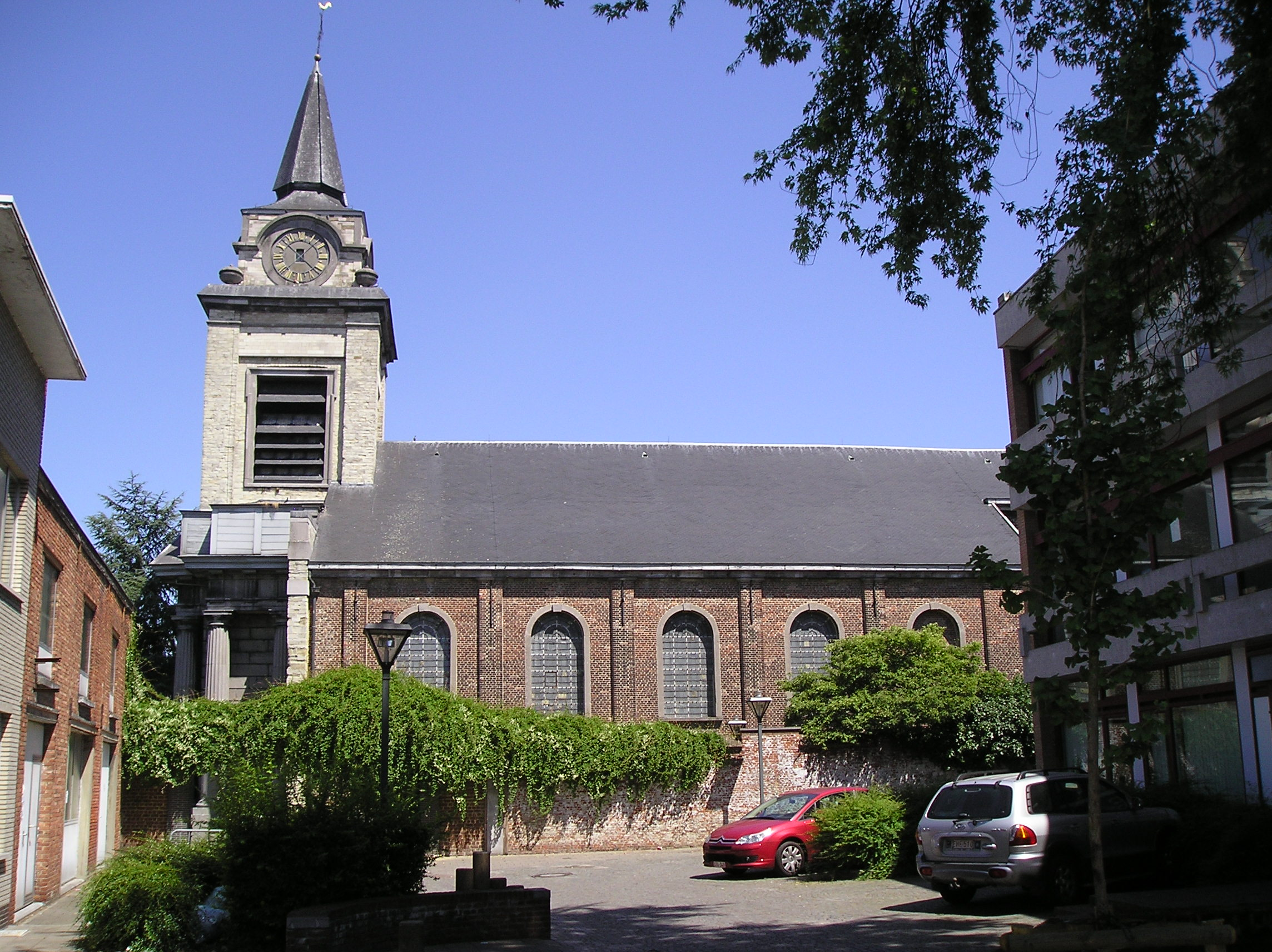
Церква бегінок
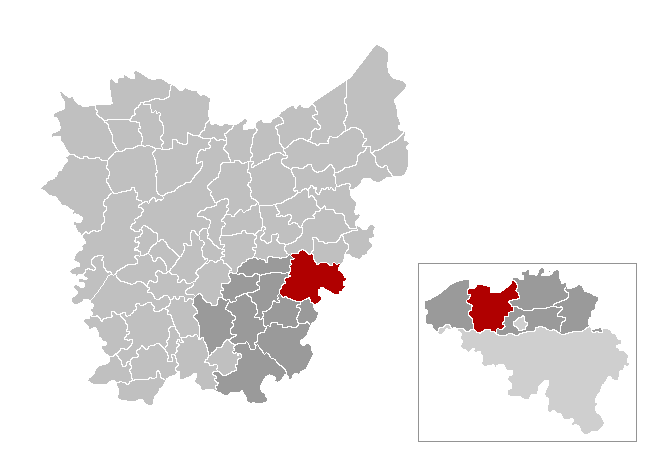
Розташування у Східній Фландрії
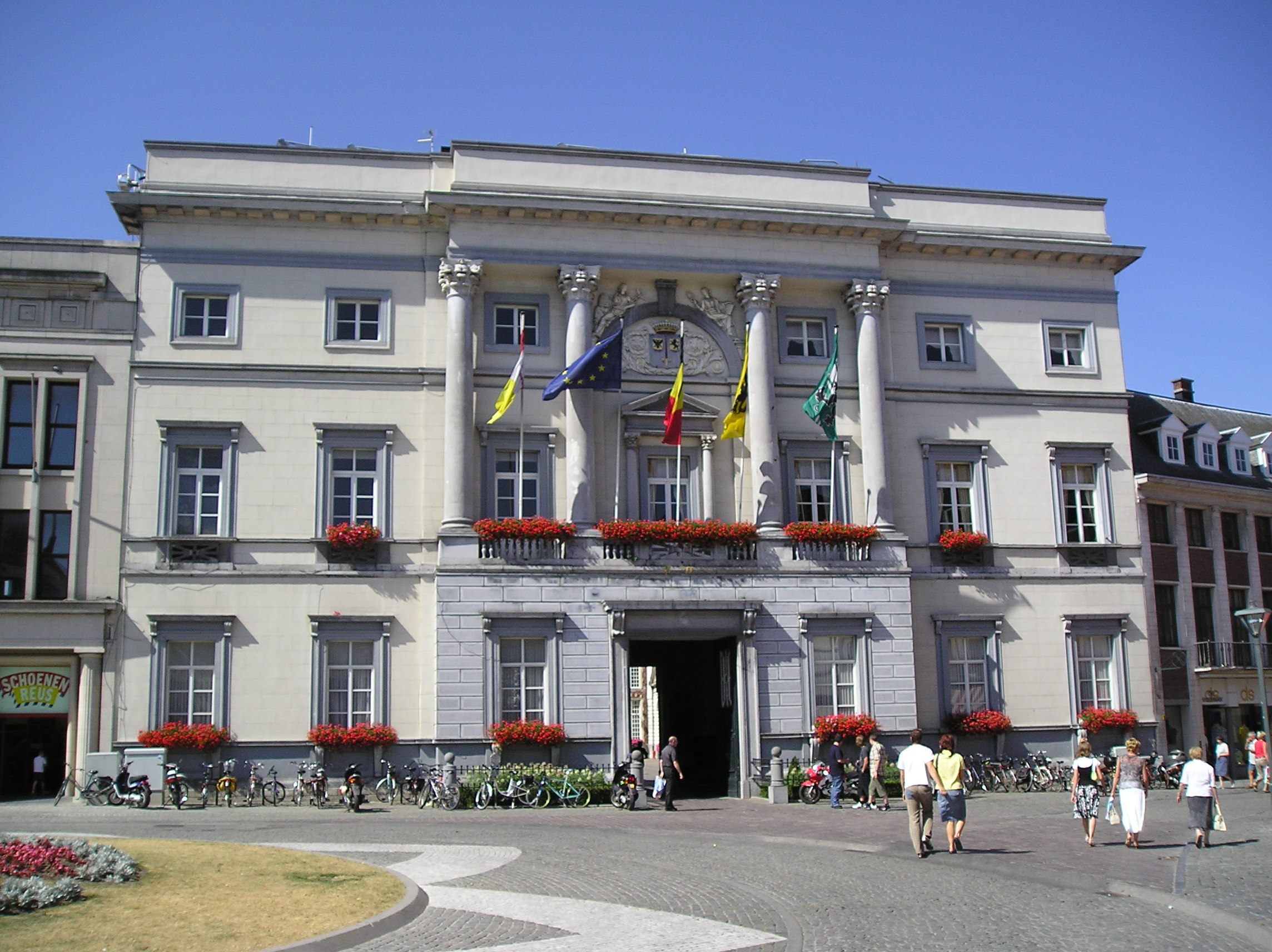
Мерія